# Rosa Torrent i Roura
Rosa Torrent i Roura (Olot, 1959) és una escriptora, pintora, professora i poeta catalana. Mestra de professió, va començar a publicar als 40 anys.
El 2023 va publicar la seva darrera novel·la, Tres desitjos, una obra de tipus psicològic.
Com a poeta, ha guanyat diversos premis de poesia, com el Premi Joan Teixidor de Poesia dels Premis Literaris Ciutat d’Olot i ha publicat tres poemaris.
Com a pintora, ha exposat al Museu d'Olot, entre d'altres llocs.

## Obra

### Novel·la
- Segones oportunitats (Gregal, 2019)
- Penjats d’un film (Oliveras, 2020)
- Tres desitjos (2023)

### Poesia
- Il·lusionisme (Viena)[4]